# Кропивенка
Кропи́венка (колишня назва Рудня Кропивенка) — село в Україні, у Житомирському районі Житомирської області. Входить до складу Хорошівської селищної громади. Населення становить 140 осіб.

## Історія
У 1906 році Рудня Кропивенка, село Горошківської волості Житомирського повіту Волинської губернії. Відстань від повітового міста 52 версти, від волості 10. Дворів 24, мешканців 164.

## Населення
За даними перепису 2001 року населення села становило 140 осіб, з них 97,86 % зазначили рідною українську мову, а 2,14 % — російську.
- Неподалік від села розташований заказник «Колонія чапель».